# Euplexaura rubra
Euplexaura rubra är en korallart som beskrevs av Nutting 1910. Euplexaura rubra ingår i släktet Euplexaura och familjen Plexauridae. Inga underarter finns listade i Catalogue of Life.